# Malý Zvolen
Malý Zvolen (1372 m) – szczyt w masywie Zwolenia (Zvolen) w Wielkiej Fatrze w Centralnych Karpatach Zachodnich na Słowacji. Wznosi się w północnym grzbiecie Zwolenia, oddzielającym Revúcką dolinę (Revúcka dolina) od Dolina Korytnickiej (Korytnická dolina). W północno-wschodnim kierunku do Doliny Korytnickiej opada z niego krótki grzbiet oddzielający dwie odnogi tej doliny: dolinę Veľká Bzdová i dolinkę bezimiennego potoku uchodzącego do Korytnicy. Stoki zachodnie opadają do doliny Veľký Hričkov, będącej odgałęzieniem Doliny Rewuckiej.
Przez Malý Zvolen prowadzi szlak turystyczny. Cały północno-wschodni Małego Zwolenia, jak również grzbiet łączący go ze szczytem Zvolen pokrywają hale pasterskie. Są one nadal użytkowane, wypasa się na nich owce. Dzięki temu ze szczytu Małego Zwolenia roztacza się szeroka panorama widokowa, jedynie od zachodniej strony ograniczona przez las dochodzący niemal do samego szczytu. Imponująco prezentuje się stąd masyw Prašivej i Salatynów, widoczne są także Góry Choczańskie, Tatry, Starohorskie Wierchy, Nová hoľa ze stacją kolejki gondolowo-krzesełkowej, Rakytov i inne szczyty Wielkiej Fatry. Cały obszar Małego Zwolenia znajduje się w obrębie strefy ochronnej Parku Narodowego Niżne Tatry (dawniej masyw Zwolenia zaliczany był do Niżnych Tatr).

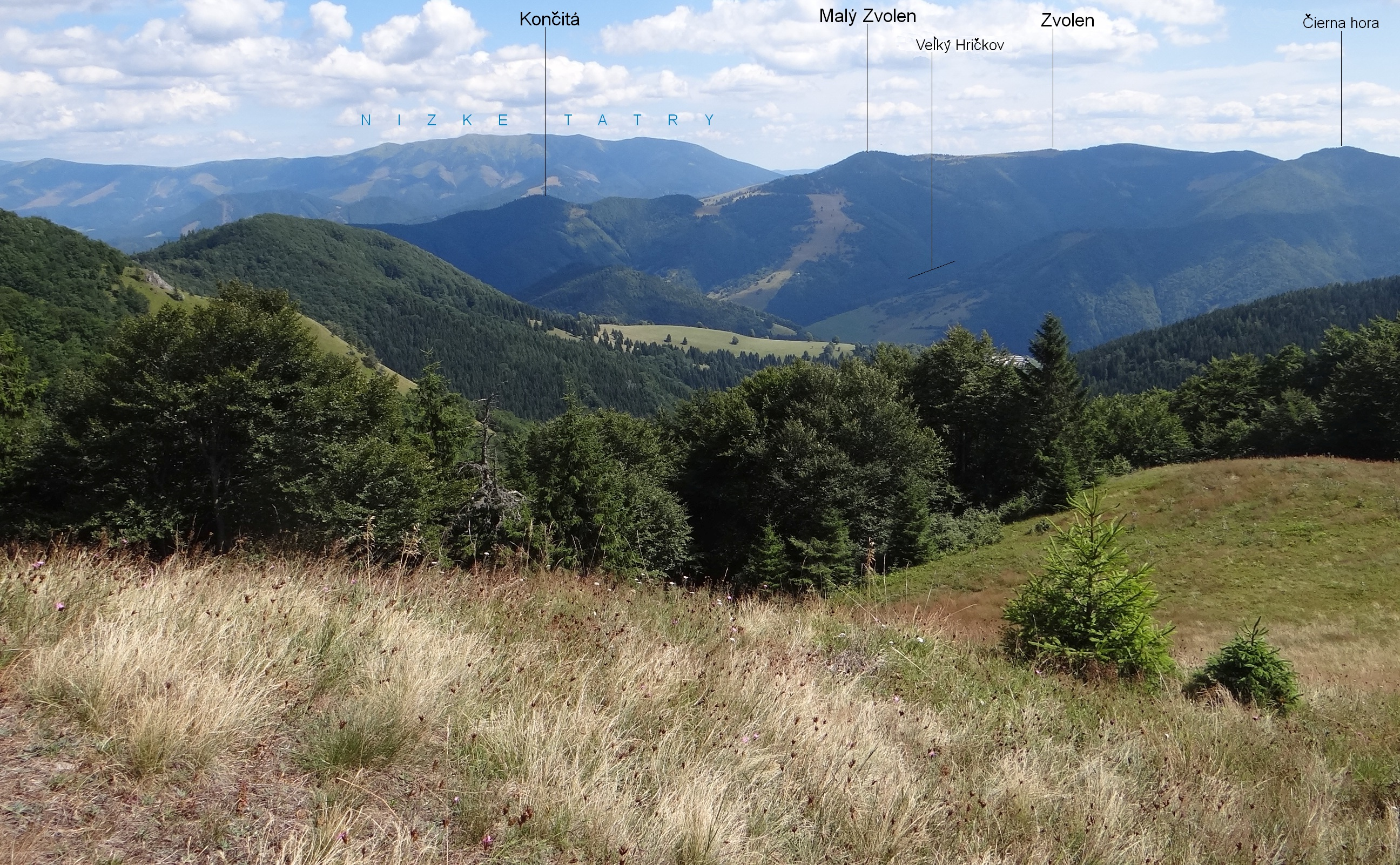
Widok z Rakytova
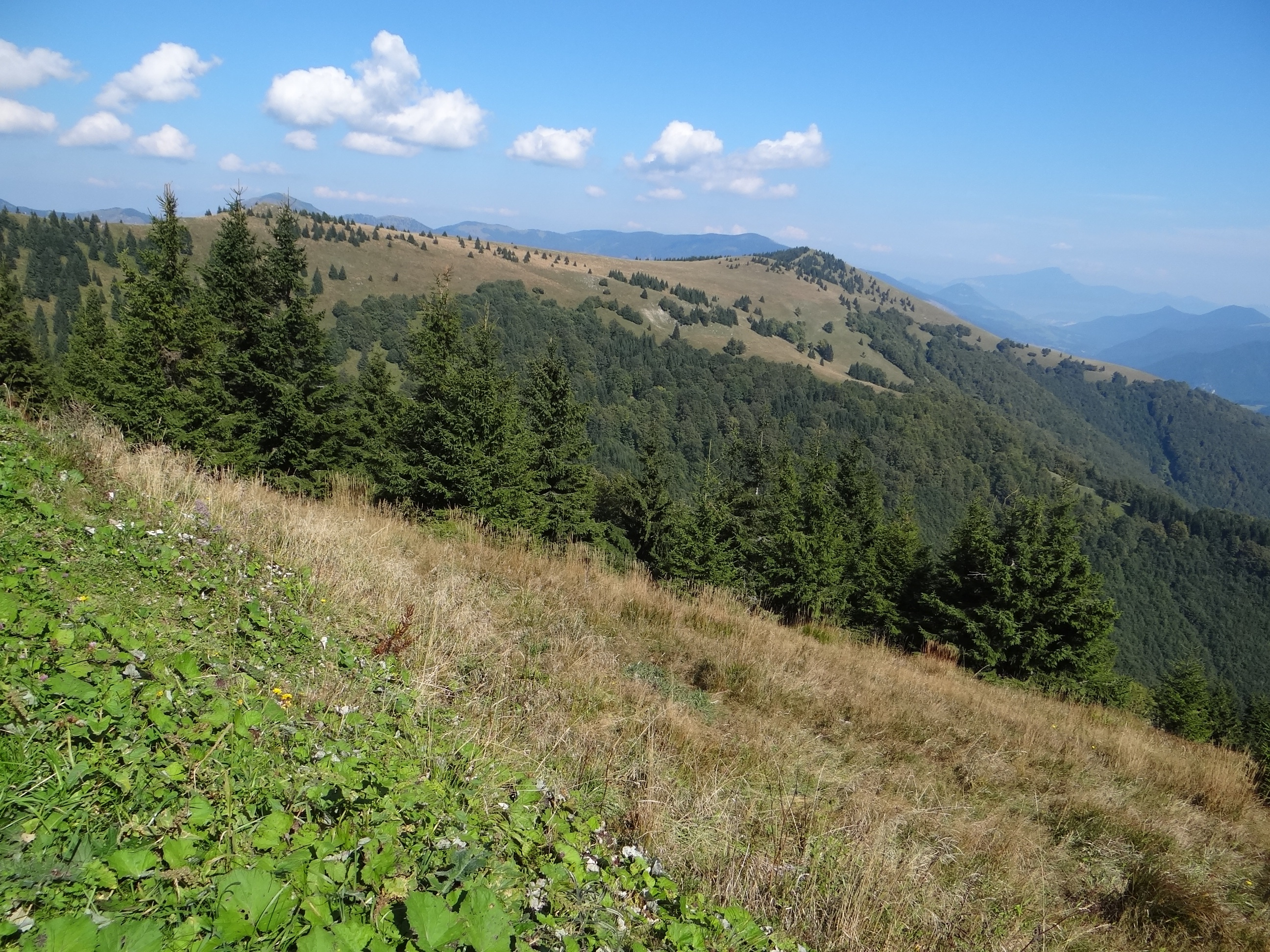
Widok od południa
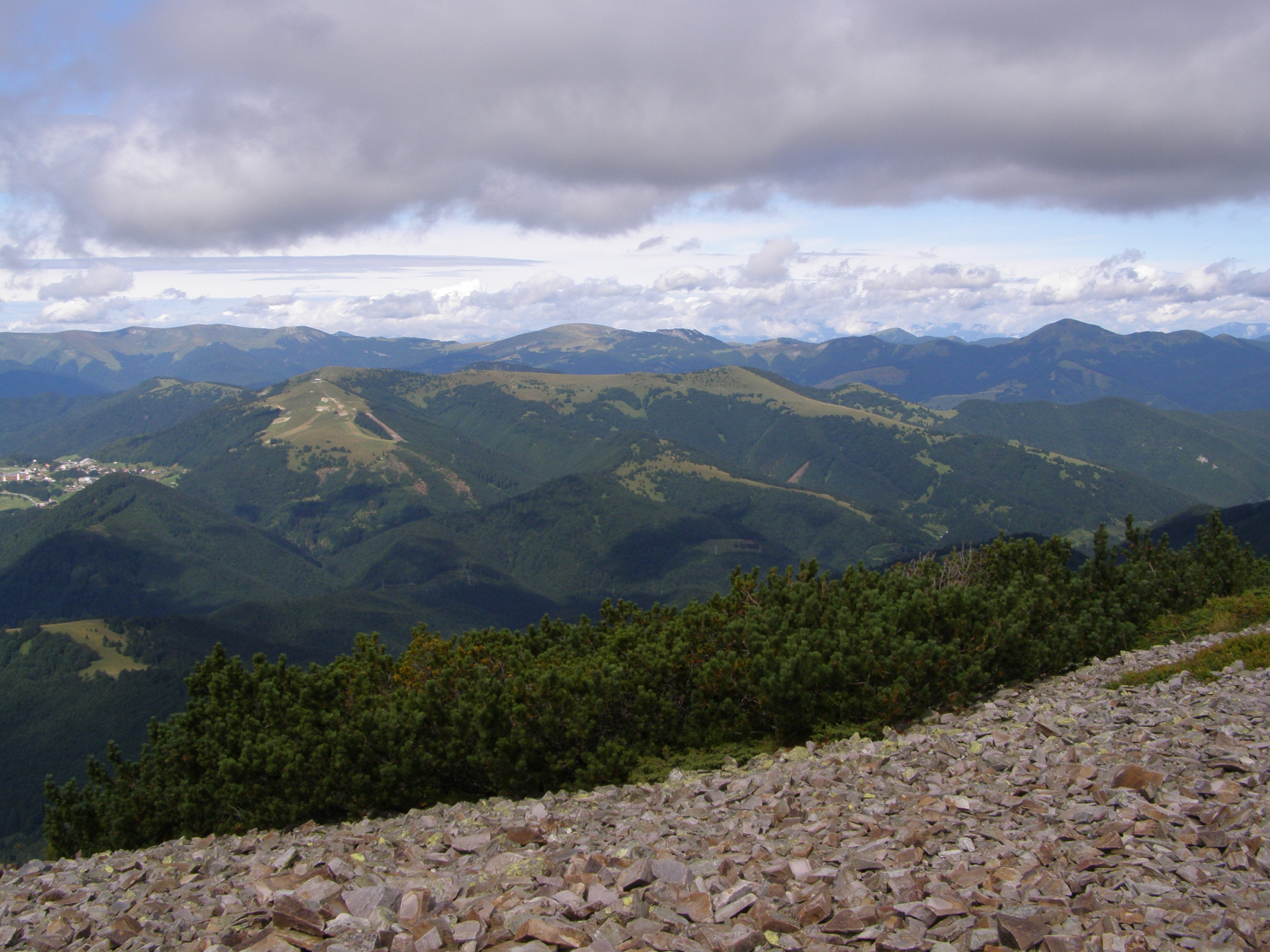
Widok z Prašivej

## Szlaki turystyczne
Liptovské Revúce (Nižná Revúca) – Končitá – Malý Zvolen – Zvolen. Czas przejścia: 2.45 h, ↓ 2 h